# Yellow (Manga)
Yellow ist eine Manga-Serie der japanischen Zeichnerin Makoto Tateno aus den Jahren 2002 bis 2004. Die Reihe, die in das Genre Boys Love einzuordnen ist, wurde als Yellow / R fortgesetzt. Sie wurde in mehrere Sprache, darunter auch Deutsch, übersetzt. Die Handlung dreht sich um die beiden Diebe Go und Taki, die zunächst als Partner zusammenarbeiten und mit der Zeit Gefühle für einander entwickeln.

## Inhalt
Die beiden 22-jährigen Diebe Go und Taki arbeiten als Team für den Besitzer des „Café Roost“ – Shigeyuki Tsunega – in dessen Auftrag sie Drogen stehlen, bevor diese von der Polizei beschlagnahmt werden können. Da beide auch zusammen wohnen, ist ihre Beziehung voller Konflikte. Der blonde, kräftige Taki ist ein Frauenheld, während der schwarzhaarige Go, der jedes Schloss knacken kann, Männer liebt – vor allem hat Go es auf seinen Mitbewohner abgesehen. Dieser weist ihn immer wieder ab. Ihre Aufträge bringen sie stets in Gefahr, doch trotz ihrer persönlichen Konflikte können sie sich dabei aufeinander verlassen, auch wenn es für Außenstehende nicht immer so wirkt. Mit der Zeit muss auch Taki sich eingestehen, dass er sich in Go verliebt hat. Doch will er sich nicht auf eine Beziehung mit ihm einlassen.
Bei einem ihrer Aufträge treffen sie auf den jungen Barkeeper Kanji, dessen Mutter über ihre Bar Drogen vertreibt. Zwar können Go und Taki den Auftrag ausführen, doch wird Kanjis Mutter verhaftet und er seinen Job los. So arbeitet er von da an in Tsunegas Café. Bald darauf taucht Kei auf, Gos ehemaliger Partner. Sie arbeiten gemeinsam an einem Auftrag und Keis Annäherungsversuche an seinen Partner machen Taki eifersüchtig, sodass er Gos Verlangen nach Sex fast nachgibt. Doch kommt ihnen die Auflösung des Falls dazwischen, bei der sie Kei bedroht und erfolglos hereinzulegen versucht.
Einige Zeit später wird ein Auftragsziel der beiden von ihnen ermordet aufgefunden und sie treffen auf Katsuro und Mizuki. Bei ihnen ist Taki als Ziehsohn aufgewachsen, doch rannte er weg, als er erfuhr, dass sie Auftragmörder, bekannt als Sandfish, sind. Mittlerweile arbeitet Kei für sie, der Taki in ihrem Auftrag gefunden hat. Go und seinen Freunden will Taki diese Vergangenheit verschweigen, doch bedrohen sie nun Go und Tsunega. Besonders Mizuki hat es auf Go abgesehen, da er sich selbst in Taki verliebt und nur seinetwegen zur Frau hat umoperieren lassen. Tsunega ist selbst aus persönlichen Motiven hinter Sandfish her: Sie hatten einst seine Frau und seine Tochter umgebracht. Um beide zu schützen, will sich Taki Sandfish beugen und sich ihnen anschließen. Doch zuvor schläft er ein erstes Mal mit Go.
Bei Katsuro und Mizuki wird Taki zunächst in einem Zimmer eingesperrt, da sie ihm nicht vertrauen. Dennoch gelingt es ihm, Kontakt mit Go aufzunehmen und ein Attentat von Sandfish zu vereiteln. Daraufhin wird Taki bestraft, doch gelingt es Go mit der Hilfe von Kanji und Kei auch, ihn aufzuspüren. Er kann ihn befreien und auch Kei flieht vor Sandfish. So beginnt schließlich die von Go lange ersehnte Beziehung mit Taki. Ihr Glück wird jedoch durch Tsunega gestört, der mit Taki Sandfish anlocken will, um sich zu rächen. Nachdem Mizuki wegen Taki erschienen ist, erfährt Tsunega den Grund für den Mord an seiner Frau. Go rettet Taki und schaltet die Polizei ein, sodass Mizuki ihn endgültig aufgeben muss. Doch auch Sandfish können entkommen, denn Katsuro bringt die Tochter von Tsunega mit, die den Anschlag damals doch überlebt hat, und übergibt sie dafür, dass ihnen die Flucht ermöglicht wird.

## Veröffentlichung
Die Serie erschien ab 2001 im Manga-Magazin Magazine Be×Boy des Verlags Biblos in Japan. 2004 erschien das letzte Kapitel, alle Kapitel wurden zwischen November 2002 und Oktober 2004 in vier Sammelbänden (Tankōbon) unter dem Imprint Be×Boy Comics veröffentlicht. Am 15. Februar 2007 erfolgte eine Neuauflage als Kanzenban in zwei Bänden bei Enterbrain.
Die Reihe wurde ins Englische (Digital Manga Publishing), Französische (Asuka Comics), Spanische (Ediciones La Cúpula) und Chinesische (Tankōbon: Ever Glory Publishing, Kanzenban: Ching Win Publishing) übersetzt. Eine deutsche Übersetzung von Claudia Peter erschien von September 2005 bis Juni 2006 bei Egmont Manga und Anime.
Die erste Fortsetzung erschien in Japan nur für Mobiltelefone und wurde 2009–2010 auf Englisch bei Digital Manga Publishing unter dem Titel Yellow 2 in drei Bänden veröffentlicht. Als zweite Fortsetzung erschien Yellow / R am 1. April 2011 in einem Sammelband beim Imprint B’s‐Lovey Comics von Enterbrain. Der erste Band der deutschen Fassung folgte im Oktober 2011 bei Egmont.

## Rezeption
Der amerikanische Kritiker Jason Thompson nennt Yellow die „verdummte“ Version der älteren Serie Fake, je nach Geschmack könne es aber auch als Best-of des Vorgängers empfunden werden: Anstatt auf die Kriminalfälle konzentriert sich Yellow auf die sexuellen Annäherungsversuche Gos. So liefere die Serie viel Fanservice, aber nur schwache Charakterzeichnungen und sich wiederholende Geschichten. Empfohlen wird der Manga wegen der Sexszenen und Gewalt erst ab 18 Jahren. Laut MangasZene bietet die Handlung des Mangas nicht viel Neues, erinnert sie doch stark an Fake. Dennoch präsentiere Makoto Tateno eine nett zu lesende Geschichte mit Humor, die zeichnerisch ansprechend umgesetzt wurde. Die AnimaniA schreibt von einem „Lesevergnügen“ mit „einfallsreichen Fällen“ und einer Geschichte, die „um keinen unerwarteten Hakenschlag verlegen“ ist. Dabei zeichne sich die Serie durch „dynamische, klare und oft detailverliebte Bilder“ und eine insgesamt gelungene künstlerische Umsetzung aus. Die Handlung, bei der der Beruf der beiden Protagonisten klar im Vordergrund stehe, erinnere an Get Backers und sei besonders Fans des Mangas Fake zu empfehlen.